# Sunkuda
Sunkuda (nep. सुनकुडा) – gaun wikas samiti w zachodniej części Nepalu w strefie Seti w dystrykcie Bajhang. Według nepalskiego spisu powszechnego z 2011 roku liczył on 1259 gospodarstw domowych i 7194 mieszkańców (3919 kobiet i 3275 mężczyzn).